# دوچو تساری
دوچو تساری (ایتالیایی: Duccio Tessari; ‏۱۱ اکتبر ۱۹۲۶ – ۶ سپتامبر ۱۹۹۴) یک کارگردان، فیلم‌نامه‌نویس، و هنرپیشه اهل ایتالیا بود.
از جمله آثار او می‌توان به اسلحه بزرگ (۱۹۷۳)، ارادهٔ آنا، زورو، برای عشق… برای افسون…، مسالینا، شیاطین بال‌دار، پروانه خون‌آلود و هفت تپانچه برای خانواده مک‌گرگور اشاره کرد.
او در ۶ سپتامبر ۱۹۹۴ در سن ۶۷ سالگی بر اثر سرطان در رم درگذشت.